# Constance Abernathy
Constance Abernathy (Constance Davies, 20 de junho de 1931 – 18 de junho de 1994) foi uma arquiteta e joelheira estadounidense, sócia do arquiteto Buckminster Fuller.

## Arquitetura
Abernathy trabalhou num projeto especial com Buckminster Fuller para criar um domo geodésico em forma de cartão de ovos, além de servir como sua secretária pessoal manejando seus arquivos. Entre 1966 e 1971 dirigiu o escritório de Fuller na cidade de Nova Iorque.

## Joalheiria
Iniciando em 1977, Abernathy converteu-se em joelheira. Em Nova Iorque trabalhou para vários artistas reconhecidos, dos que se destacavam os escultores e pintores Larry Rivers, Peter Reginato, Peter Young, Ronnie Landfield e Dan Christensen. Na década de oitenta começou a incluir pedras preciosas nas suas criações. Seus colares foram usados pela atriz Clarice Taylor, entre outras. Alguns de seus trabalhos repousam no Museu Cooper Hewitt e no Museu de Arte e Desenho.

## Vida pessoal
Nasceu em Detroit, Michigan e estudou arquitetura na Universidade de Michigan (classe de 1953).
Casou-se com J. T. Abernathy, um professor de arte na mesma universidade, ainda que a sua união duraria poucos anos. Mudou-se a Paris tempo depois, desempenhando-se como arquiteta em dita cidade e em alguns outros lugares de Europa.